# Liste des cardinaux créés par Grégoire XVI
Grégoire XVI (1831-1846) a créé 75 cardinaux lors de 28 consistoires.
Depuis la mort du cardinal Friedrich Joseph Cölestin zu Schwarzenberg, le 27 mars 1885, il n'y a plus aucun cardinal vivant connu créé par lui.

## Créés le 30 septembre 1831
- Francesco Canali , in pectore
- Benedetto Cappelletti , in pectore
- Luigi Del Drago , in pectore
- Ludovico Gazzoli , in pectore
- Alessandro Giustiniani , in pectore
- Luigi Emmanuele Nicolo Lambruschini
- Pietro Ostini , in pectore
- Francesco Maria Pandolfi Alberici , in pectore
- Giuseppe Antonio Sala
- Francesco Serra-Cassano , in pectore
- Ugo Pietro Spinola , in pectore
- Francesco Tiberi Contigliano , in pectore

## Créés le 2 juillet 1832
- Benedetto Cappelletti
- Luigi Del Drago
- Ludovico Gazzoli
- Alessandro Giustiniani
- Mario Mattei
- Francesco Maria Pandolfi Alberici
- Ugo Pietro Spinola
- Francesco Tiberi Contigliano
- Giuseppe Maria Velzi

## Créés le 15 avril 1833
- Castruccio Castracane degli Antelminelli
- Lorenzo Girolamo Mattei
- Francesco Serra-Cassano

## Créés le 29 juillet 1833
- Filippo Giudice Caracciolo
- Giacomo Monico

## Créés le 20 janvier 1834
- Giacomo Luigi Brignole
- Nicola Grimaldi

## Créés le 23 juin 1834
- Giuseppe Alberghini , in pectore
- Luigi Bottiglia Savoulx
- Francesco Canali
- Adriano Fieschi , in pectore
- Luigi Frezza , in pectore
- Costantino Patrizi Naro , in pectore
- Paolo Polidori
- Giuseppe della Porta Rodiani , in pectore
- Alessandro Spada , in pectore
- Gaetano Trigona e Parisi

## Créés le 6 avril 1835
- Giuseppe Alberghini
- Ambrogio Bianchi , in pectore
- Giuseppe della Porta Rodiani
- Alessandro Spada
- Placido Maria Tadini

## Créés le 1 février 1836
- Jean-Louis Anne Madelain Lefebvre de Cheverus
- Gabriel della Genga Sermattei

## Créés le 11 juillet 1836
- Luigi Frezza
- Pietro Ostini
- Costantino Patrizi Naro

## Créés le 19 mai 1837
- Luigi Amat di San Filippo e Sorso
- Angelo Mai , in pectore

## Créés le 12 février 1838
- Luigi Ciacchi
- Chiarissimo Falconieri Mellini
- Angelo Mai
- Francesco Saverio Massimo , in pectore
- Giuseppe Gasparo Mezzofanti
- Antonio Francesco Orioli
- Giovanni Soglia Ceroni , in pectore
- Antonio Tosti , in pectore
- Giuseppe Ugolini

## Créés le 13 septembre 1838
- Filippo de Angelis , in pectore
- Adriano Fieschi
- Engelbert Sterckx

## Créé le 30 novembre 1838
- Gabriele Ferretti , in pectore

## Créés le 18 février 1839
- Charles Januarius Acton , in pectore
- Giovanni Soglia Ceroni
- Antonio Tosti

## Créés le 8 juillet 1839
- Ambrogio Bianchi
- Filippo de Angelis
- Gabriele Ferretti
- Ferdinando Maria Pignatelli

## Créés le 23 décembre 1839
- Hugues de La Tour d'Auvergne-Lauragais
- Giovanni Maria Mastai-Ferretti , in pectore, futur pape Pie IX
- Gaspare Bernardo Pianetti , in pectore
- Luigi Vannicelli Casoni , in pectore

## Créés le 14 décembre 1840
- Lodovico Altieri , in pectore
- Silvestro Belli , in pectore
- Giovanni Maria Mastai-Ferretti , futur pape Pie IX
- Gaspare Bernardo Pianetti

## Créé le 1 mars 1841
- Louis-Jacques-Maurice de Bonald

## Créés le 12 juillet 1841
- Silvestro Belli
- Tommaso Pasquale Gizzi , in pectore

## Créés le 24 janvier 1842
- Charles Januarius Acton
- Cosimo Corsi
- Francesco Saverio Massimo
- Friedrich Johann Joseph Cölestin Fürst zu Schwarzenberg
- Luigi Vannicelli Casoni

## Créés le 27 janvier 1843
- Paolo Mangelli Orsi
- Giovanni Serafini
- Francesco di Paola Villadecani

## Créés le 19 juin 1843
- Antonio Maria Cadolini
- Francisco de São Luís Saraiva

## Créés le 27 juin 1843
- Ignazio Giovanni Cadolini

## Créés le 22 janvier 1844
- Fabio Maria Asquini , in pectore
- Antonio Maria Cagiano de Azevedo
- Niccola Clarelli Parracciani
- Tommaso Pasquale Gizzi

## Créés le 22 juillet 1844
- Domenico Carafa della Spina di Traetto
- Francesco Capaccini , in pectore
- Giacomo Piccolomini , in pectore
- Lorenzo Simonetti , in pectore
- Giuseppe Antonio Zacchia Rondinini , in pectore

## Créés le 21 avril 1845
- Lodovico Altieri
- Fabio Maria Asquini
- Francesco Capaccini
- Giuseppe Antonio Zacchia Rondinini

## Créés le 24 novembre 1845
- Giacomo Piccolomini
- Lorenzo Simonetti

## Créés le 19 janvier 1846
- Joseph Bernet
- Guilherme Henriques de Carvalho
- Sisto Riario Sforza
- Gioacchino Vincenzo Pecci , in pectore[1], futur pape Léon XIII

### Source
- Charles Berton et Jacques-Paul Migne, Dictionnaire des cardinaux : contenant des notions générales sur le cardinalat, Paris, Jacques-Paul Migne, 1857, 1824 p. (lire en ligne) La Liste des Cardinaux créés par Grégoire XVI est page 1804.